# 陈氏仿圆筒䗛
陈氏仿圆筒䗛（学名：Paragongylopus cheni），一种于中华人民共和国云南省东南部黄连山地区发现的昆虫，隶属于杆䗛科（杆竹节虫科）仿圆筒䗛属。种小名取自北京林业大学教授陈树椿的姓氏，以感谢其对中国竹节虫研究的贡献。